# Лукас Бергстрем
Лу́кас Карл Е́двард Бе́ргстрем (фін. Lucas Carl Edvard Bergström, нар. 5 вересня 2002, Парайнен, Фінляндія) — фінський футболіст, воротар англійського «Челсі» та національної збірної Фінляндії.

## Ігрова кар'єра

### Клубна
Лукас Бергстрем є вихованцем фінського клубу «Турун Паллосеура». У 2018 році він приєднався до футбольної академії англійського клубу «Челсі». В кінці сезоні 2018/19 воротар дебютував у молодіжній команді лондонського клууб. У вересні 2019 року Бергстрем підписав з клубом професійний контракт.
Влітку 2022 року для набору ігрової практики воротар був відправлений в оренду до клубу Першої ліги «Пітерборо Юнайтед», де відіграв першу половину сезону. Початок сезону 2023/24 через травми воротарі - дублерів, Бергстрем неодноразово опинявся в заявці на матчі першої команди «Челсі».
Перед початком сезону 2024 року воротар знову був відпрпавлений в оренду. До червня він провів три гри у складі шведського клубу «Броммапойкарна». В червні він повернувся до «Челсі».

### Збірна
З 2018 року Лукас Бергстрем виступав за юнацькі та молодіжну збірну Фінляндії.
9 січня 2023 року у товариському матчі проти команди Швеції Бергстрем дебютував у складі національної збірної Фінляндії.

## Титули та досягнення
Челсі
- Переможець Ліги конференцій УЄФА: 2025